# Campestre (ciudad de México)
Campestre es un barrio o colonia del sur de la Ciudad de México, perteneciente a la alcaldía Álvaro Obregón, vinculada por motivos históricos, legales y urbanísticos al barrio histórico de Tlacopac y asimismo a las colonias San Ángel Inn y San Ángel. Su código postal es 01040.
No debe confundírsela con las colonias Campestre Churubusco (alcaldía Coyoacán) o la Campestre Aragón (alcaldía Gustavo A. Madero), ambas ubicadas en la misma capital mexicana.

## Ubicación
La colonia Campestre se halla al suroeste de la Ciudad de México, fuera de la antigua área lacustre y en las primeras estribaciones de la Sierra de las Cruces. Corre en su lindero sur el río San Ángel.
Al crearse los códigos postales, la colonia Campestre abarcó la parte norte del antiguo pueblo de Tlacopac, incluyendo su antigua iglesia parroquial.
Colinda con Tlacopac al poniente; con Tlacopac y San Ángel Inn al sur; con Guadalupe Inn al oriente; y con Alpes al norte.
Existen rutas de transporte público concesionado sobre la avenida Revolución. La estación de metro más cercana es Barranca del Muerto.

## Historia
El terreno que forma hoy día la colonia Campestre fue parte de la hacienda de Guadalupe, propiedad a principios del siglo XX de José de Teresa Miranda, concuñado de Porfirio Díaz y embajador de México en Austria-Hungría entre 1901 y 1902, año en que falleció. En 1916 su viuda, María Luisa Romero Rubio e hijos fraccionaron la parte alta de esta hacienda para crear la colonia Campestre, dos de cuyas calles principales llevan el nombre de los antiguos propietarios. De la misma manera se fraccionó y creó la colonia Guadalupe Inn.
La nueva colonia tenía como eje central la calle José de Teresa. Al oriente se encontraba las vías del tranvía que circulaba entre la Ciudad de México y San Ángel; aprovechando este trazo se construyó la calzada San Ángel, que en 1958 pasó a denominarse avenida Revolución.
En 1919, Franz Boker, dueño de importante comercio del ramo ferretero de la Ciudad de México, compró una extensa propiedad donde construyó la “Casa Amarilla”, de estilo colonial mexicano, en una zona donde solo había modestas casas de adobe. Boker estimuló la llegada y residencia de numerosas familias de origen alemán en Campestre y Tlacopac. Su nombre subsiste en la calle Cerrada de Franz Boker.

En 1940 se terminó de construir la Casa Hogar para Ancianos Arturo Mundet, financiada por el filántropo cuyo nombre lleva, que en su época fue la primera institución moderna destinada a este fin. Actualmente está administrado por el Sistema Nacional para el Desarrollo Integral de la Familia (DIF), y se denomina Centro Gerontológico Arturo Mundet.

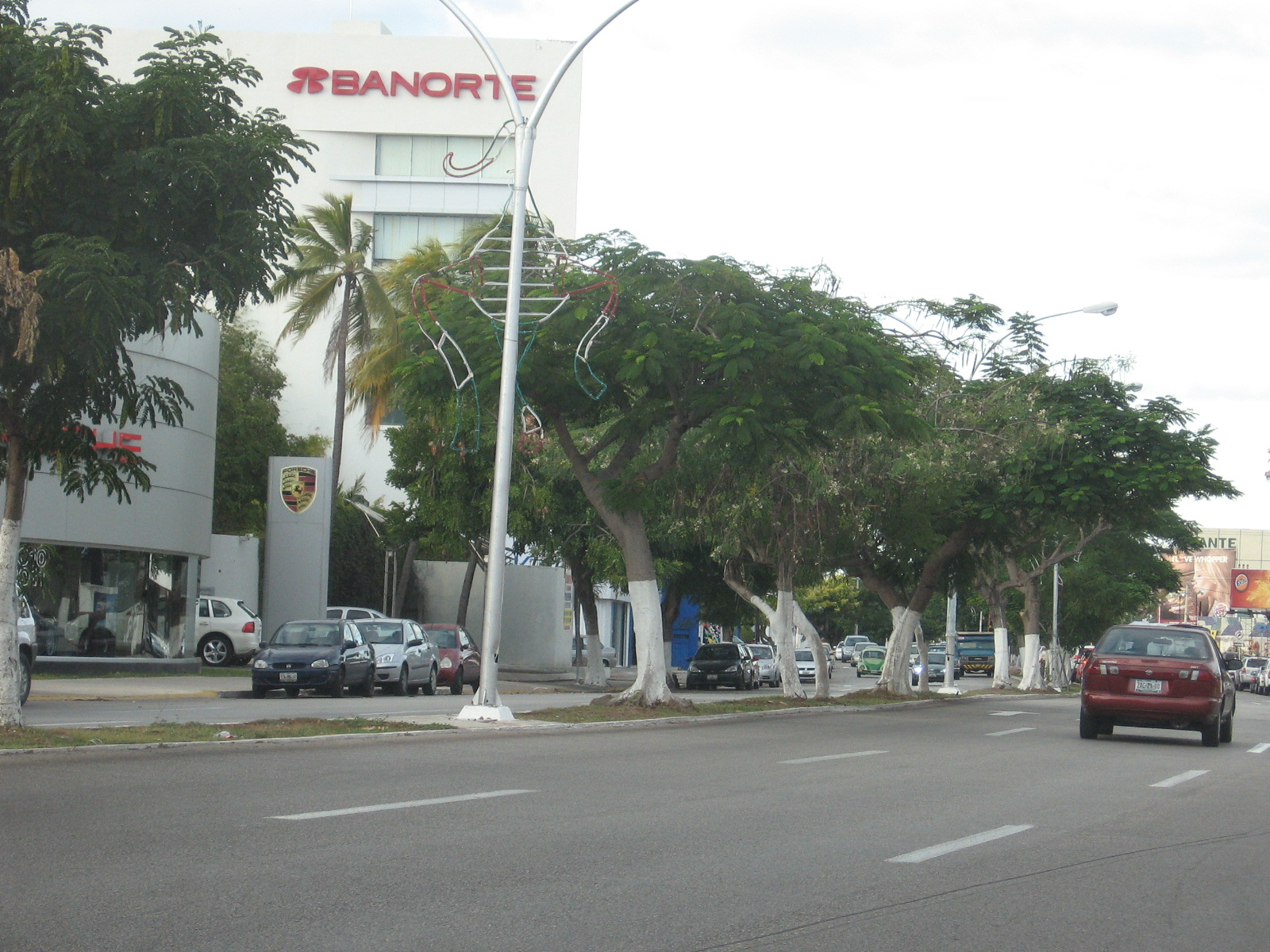
Avenida Revolución a la altura de la Colonia Campestre

En la segunda mitad del siglo XX Campestre fue progresivamente absorbida por el crecimiento urbano. La urbanización atrajo la construcción de vecindades, residencias de clase media y alta, así como oficinas corporativas, notablemente las de Celanese Mexicana (hoy oficinas de la Secretaría de Medio Ambiente y la Dirección General de Profesiones), en avenida Revolución 1425, sobre un original y novedoso diseño de Ricardo Legorreta Vilchis y Leonardo Zeevaert terminadas en 1968; y dependencias gubernamentales, como la Escuela primaria “República Francesa”.
El río San Ángel fue entubado; corre debajo de la actual calle León Felipe, y después en la de Río San Ángel y avenida Vito Alessio Robles,
La colonia sigue siendo residencial, con calles arboladas, muchas de ellas empedradas, y casas unifamiliares. Tiene un corredor comercial sobre Avenida Revolución, que en fechas recientes ha crecido considerablemente, con la aparición de restaurantes y franquicias comerciales, que han desplazado paulatinamente a los antiguos pequeños comercios familiares.
En la calle de Madero se halla la Asociación Mexicana de Instituciones de Seguros (AMIS) y la que fue vasta residencia del magnate periodístico José García Valseca, hoy de la Agencia de Noticias Xinhua.

## Gobierno y desarrollo urbano
Como consecuencia de la revolución, en 1928 la ciudad fue dividida en delegaciones políticas, dependientes del recientemente creado Departamento Central (luego Departamento del Distrito Federal). El suroeste del valle fue ocupado por la Delegación San Ángel, de la cual dependía Campestre. Actualmente se denomina Alcaldía Álvaro Obregón.
La clasificación urbana de la colonia Campestre siempre ha estado asociada a Tlacopac, San Ángel y San Ángel Inn, considerados como un conjunto. Aunque no se la menciona por su nombre, el perímetro de la colonia Campestre fue incorporado en la Declaratoria de Zona de Monumentos Históricos, publicada el 11 de diciembre de 1986 en el Diario Oficial de la Federación; y en la de Zona Especial de Desarrollo Controlado (ZEDEC) de 10 de junio de 1993 en el Diario Oficial de la Federación (hoy “Programa Parcial de Desarrollo Urbano para San Ángel, San Ángel Inn y Tlacopac”). Estas declaratorias establecieron reglas y límites para el desarrollo urbano.
El 5 de agosto del 2010 se publicó en la Gaceta Oficial del Gobierno del Distrito Federal el decreto en el que se declara al conjunto urbano-arquitectónico (barrios, callejuelas, callejones, plazas, jardines, conjuntos religiosos, casas, entre otros) del antiguo pueblo de San Ángel, Tizapán, San Ángel Inn, Altavista y Tlacopac (incluyendo Campestre), como Patrimonio Cultural Tangible de la Ciudad de México y al conjunto de sus expresiones culturales (festividades, manifestaciones artísticas, ferias populares, procesiones, exposiciones de arte entre otras) como Patrimonio Cultural Intangible.
Diversas solicitudes de permisos particulares de construcción y de desarrollo de corredores comerciales han encontrado la oposición de asociaciones y grupos de vecinos. Las propuestas de reclasificación de San Ángel, San Ángel Inn, Campestre y Tlacopac ha sido materia de protestas y discusiones en la prensa periódica, así como en las instancias gubernativas de la Ciudad de México.